# Křekovice (Čistá)

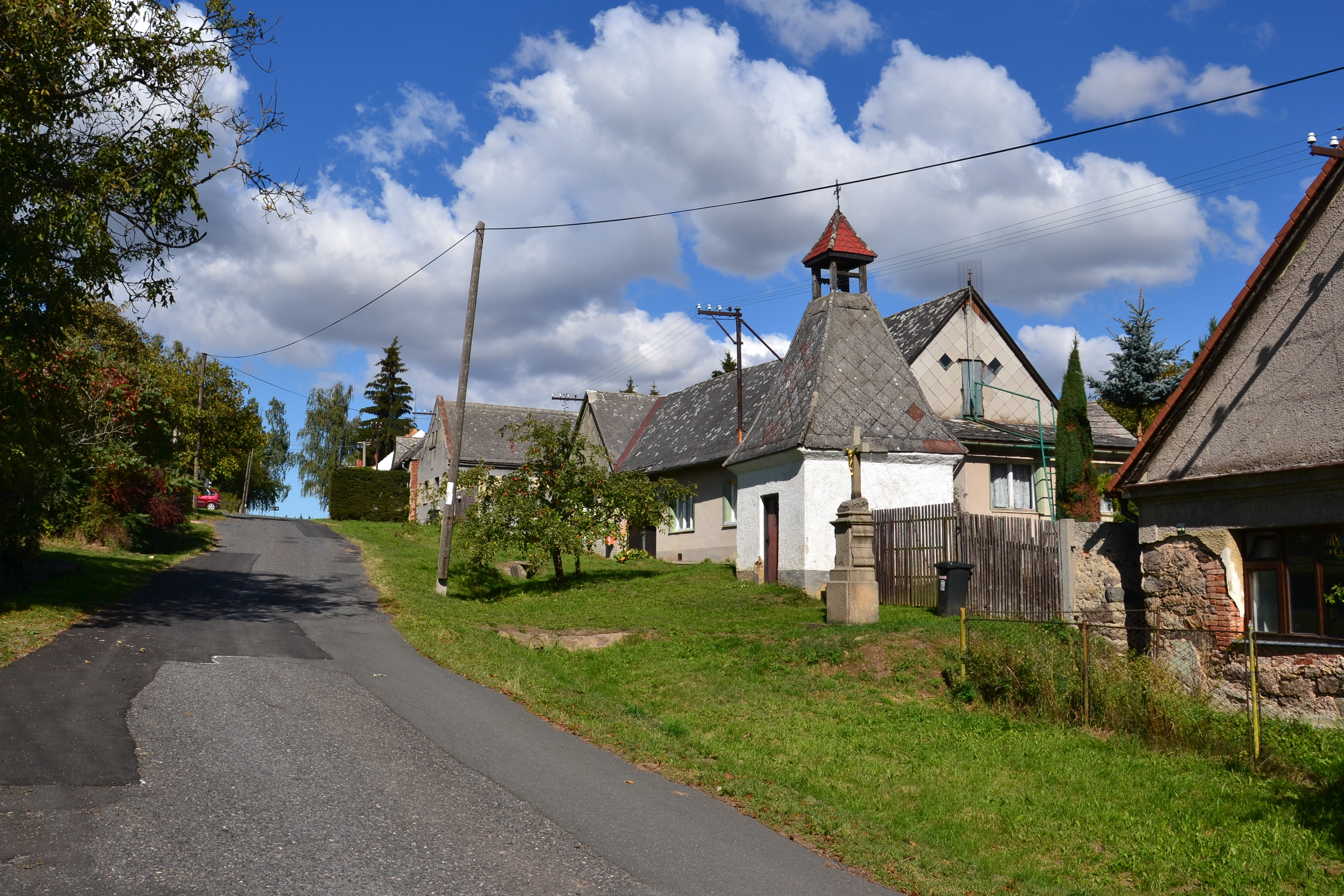
Dorfstraße

Křekovice (deutsch Křekowitz, auch Krekowitz) ist ein Ortsteil der Gemeinde Čistá (Tschistay) in Tschechien. Er liegt zehn Kilometer südöstlich von Jesenice (Jechnitz) und gehört zum Okres Rakovník.

## Geographie
Das Gassendorf Křekovice befindet sich an einem rechten Zufluss zum Bach Šípský potok in der Rakovnická pahorkatina (Rakonitzer Hügelland). Gegen Nordwesten erstreckt sich der Naturpark Jesenicko. Östlich verläuft die Bahnstrecke Rakovník–Mladotice. Nordöstlich des Dorfes entspringt der Šípský potok. Im Südwesten erhebt sich die Černá kočka (Schwarze Katz; 552 m n.m.), nordwestlich der V Jedlinách (Fuchsböden; 546 m n.m.) und der Hokovský vrch (Gemeindeberg; 565 m n.m.).
Nachbarorte sind Řeřichy (Röscha) und Václavy (Wazlaw) im Norden, Nový Dvůr (Berghof) und Zavidov (Seiwedl) im Nordosten, Žďáry und Malinová (Malinowa) im Osten, Krakov (Krakow) und Všesulov (Schlösselhof) im Südosten, Bělbožice (Belbowitz) und Čistá im Süden, Zdeslav (Deslawen) im Südwesten sowie Velká Chmelištná (Groß Chmelischen) und Hokovské Domky (Hokauer Häuseln) im Nordwesten.

## Geschichte
Das Dorf wurde wahrscheinlich nach 1229 von Zdeslav von Držislavice auf Čistá gegründet. Die erste urkundliche Erwähnung von Křekovice erfolgte im Jahre 1389. Křekovice gehörte in den nachfolgenden Jahrhunderten zu verschiedenen Grundherrschaften. So war das Dorf 1592 Teil des Gutes Všesulov. Die Brüder Abund, Karl und Maximilian Kolowrat-Krakovský veräußerten das zur Herrschaft Šípy gehörige Gut Všesulov 1605 an Havel Hrobschitzky von Hrobschitz auf Petrowitz. Wegen der Beteiligung von Georg Hrobschitzky von Hrobschitz am Ständeaufstand von 1618 wurde dessen Gut Petrowitz mit Všesulov nach der Schlacht am Weißen Berg konfisziert. Nach dem Dreißigjährigen Krieg war das Gut verwüstet. Danach wurde das verödete Gut Všesulov zwischen verschiedenen Grundherren weitergereicht. 1676 erwarb Karl Maximilian von Bukowa auf Manetin das zu dieser Zeit noch nicht wiederbesiedelte Gut Všesulov. 1695 erbte Wenzel Josef Lažanský das nun Schesselhof genannte Gut. Er kaufte 1713 die Herrschaft Křič und das Gut Tschistay auf und vereinigte diese. Seine Witwe Marie Gabriele Lažanský von Bukowa, geborene Czernin von und zu Chudenitz starb 1758 als Oberin des Reichsstiftes adeliger Fräulein in der Neustadt Prag und hinterließ eine Hälfte der verschuldeten Herrschaft dem Stift. Die andere Hälfte wurde auf Antrag ihrer Gläubiger subhastiert; da sich dafür jedoch kein Interessent fand, fiel sie den Lažanskýschen Erben zu, die sie 1764 dem Fräuleinstift, das später den Namen „k.k. freiweltadeliges Damenstift zu den heiligen Engeln in der Altstadt Prag“ erhielt, verkauften. In der Topographie des Königreichs Böhmen von 1785 wurde Ržekowitz ohne Angabe der Häuserzahl genannt. Während der Josephinischen Reformen wurde die Herrschaft im Jahre 1787 an das Prager Theresianum angeschlossen, 1791 ging sie an das Damenstift zurück.
Im Jahre 1843 bestand das im Rakonitzer Kreis gelegene Dorf Křekowitz, auch Řekowitz genannt, aus 17 Häusern mit 90 überwiegend deutschsprachigen Einwohnern. Pfarr- und Schulort war Tschistay. Bis zur Mitte des 19. Jahrhunderts blieb Křekowitz der Herrschaft Křič  untertänig.
Nach der Aufhebung der Patrimonialherrschaften bildete Křekowitz / Křekovice ab 1850 mit dem Ortsteil Všesulov / Schösselhof eine Gemeinde im Gerichtsbezirk Kralowitz. Ab 1868 gehörte Křekowitz zum Bezirk Kralowitz. Im Jahre 1869 bestand das Dorf aus 17 Häusern und hatte 93 Einwohner. Auf der Hochfläche westlich des Dorfes wurde eine Windmühle betrieben. In der zweiten Hälfte des 19. Jahrhunderts wurde die an der Sprachgrenze gelegene Gemeinde immer mehr tschechischsprachig. In der Zeit des zunehmenden Nationalitätenkonflikts fand am 10. Juli 1870 auf der Schwarzen Katz bei Křekowitz eine Zusammenkunft zur Einigung und Versöhnung zwischen Deutschen und Tschechen statt. Die von beiden Volksgruppen gut besuchte Veranstaltung, auf der u. a. der Chmelischener Pfarrer Hajek sprach, erreichte jedoch die Vertreter der Landespolitik nicht – sie blieben dem Treffen fern. Im Jahre 1906 verkaufte das Freiweltadelige Damenstift zu den heiligen Engeln die Grundherrschaft Chříč an Stephan von Götzendorf-Grabowski, der sie 1910 an Gustav Fischer veräußerte. Anschließend wechselten die Besitzer in rascher Folge. Im Jahre 1900 hatte Křekowitz 103 Einwohner, 1910 waren es 84.
Nach dem Ersten Weltkrieg zerfiel der Vielvölkerstaat Österreich-Ungarn, Křekowitz wurde 1918 Teil der neu gebildeten Tschechoslowakischen Republik. Všesulov löste sich 1920 los und bildete eine eigene Gemeinde. Beim Zensus von 1921 lebten in den 19 Häusern der Gemeinde Křekowitz 78 Personen, davon 68 Tschechen und zehn Deutsche. 1930 lebten in den 19 Häusern von Křekovice 81 Personen. Nach dem Münchner Abkommen verblieb Křekovice im Oktober 1938 bei der Resttschechoslowakei; die neue Staatsgrenze zum Deutschen Reich wurde entlang der nördlichen und westlichen Gemarkungsgrenze gezogen. Nach dem Ende des Zweiten Weltkrieges kam Křekovice zur wiedererrichteten Tschechoslowakei zurück. Die meisten deutschen Bewohner wurden vertrieben. 1949 erfolgte die Eingemeindung nach Zdeslav und die Umgliederung des Dorfes in den neuen Okres Plasy. 1950 lebten in den 20 Häusern von Křekovice 56 Personen. Bei der Gebietsreform von 1960 erfolgte die Aufhebung des Okres Plasy, Křekovice wurde Teil des Okres Rakovník. Am 1. Januar 1980 wurde Křekovice nach Čistá eingemeindet. Beim Zensus von 1991 lebten in den 19 Häusern von Křekovice 14 Personen. 2011 hatte das Dorf neun Einwohner und bestand wiederum aus 19 Wohnhäusern.

## Ortsgliederung
Der Ortsteil Křekovice bildet einen Katastralbezirk.

## Sehenswürdigkeiten
- Kapelle, in der Ortsmitte
- Steinernes Kreuz, neben der Kapelle